# João Evangelista Leal
João Evangelista Leal (? – Fortaleza de Santa Cruz de Anhatomirim, abril de 1894) foi um político brasileiro. Oficial do exército, participou da Guerra do Paraguai, sendo reformado como capitão de infantaria (decreto de 29 de abril de 1882).
Foi deputado ao Congresso Representativo da 1ª legislatura de Santa Catarina.
Foi um dos líderes da Revolução Federalista (1893-1895), razão que o levou a ser fuzilado na Fortaleza de Santa Cruz de Anhatomirim.